# Miss Irlande

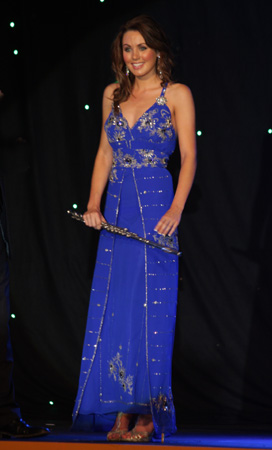
Sinéad Noonan, « Miss Irlande » 2008

Miss Irlande est un concours de beauté national qui se tient annuellement en Irlande, et dont le but est l'élection de la plus belle femme d'Irlande. L'élue porte, une année durant, le titre de « Miss Irlande ». Les gagnantes du concours représentent officiellement l'Irlande au concours de Miss Monde. L'une d'elles, Rosanna Davison, fut élue « Miss Monde » en 2003. Certaines Miss Irlande, dont Roberta Brown et Siobhan McClaffey, ont également concouru au concours international de Miss Univers.

## Lauréates
| Année | Miss Irlande                   | Age    | Comté d'origine      | Notes |
| ----- | ------------------------------ | ------ | -------------------- | --- |
| 1947  | Violet Nolan (1929-2017)       | 18 ans | Comté de Kerry       | Violet Nolan est la première et dernière Ireland's Dawn Beauty Queen de l'histoire. |
| 1952  | Eithne Dunne (1919-1988)       | 18 ans | Comté de Carlow      | Eithne Dunne est la première Miss Irlande de l'histoire. Elle est aussi la première irlandaise à participer au concours Miss Monde. |
| 1953  | Mary Murphy                    | NC     | NC                   | Mary Murphy ne concourt pas à l'élection de Miss Monde 1953 pour des raisons inconnues. |
| 1954  | Connie Rodgers                 | NC     | NC                   | |
| 1955  | Evelyn Foley                   | NC     | NC                   | |
| 1956  | Amy Kelly                      | 22 ans | NC                   | |
| 1957  | Nessa Welsh                    | NC     | NC                   | |
| 1958  | Susan Riddell-Knowles          | 17 ans | Comté de Londonderry | |
| 1959  | Ann Fitzpatrick                | NC     | NC                   | |
| 1960  | Irene Ruth Kane                | NC     | NC                   | Irene Ruth Kane s'est placée dans le top 10 à l'élection de Miss Monde 1960 à Londres, au Royaume-Uni. Plus tard, elle concourt à l'élection de Miss International 1961 à Long Beach, aux États-Unis où elle se classe dans le top 15. Elle devient ainsi la première irlandaise à participer au concours Miss International.   |
| 1961  | Olive Ursula White             | NC     | Comté de Dublin      | Olive Ursula White est la belle-fille de la romancière britannique Daphne du Maurier. Elle se place dans le top 15 à l'élection de Miss Monde 1961 à Londres, au Royaume-Uni. Elle réalise le même placement à l'élection de Miss International 1963.                                                                           |
| 1962  | Muriel O’Hanlon                | NC     | NC                   | |
| 1963  | Joan Power                     | NC     | Comté de Dublin      | Joan Power a été élue Miss Fontana 1963. |
| 1964  | Mairead Cullen                 | 20 ans | Comté de Roscommon   | Mairead Cullen a été élue Miss Roscommon 1964. |
| 1965  | Gladys Anne Waller (1944-2016) | 21 ans | Comté de Cavan       | Gladys Anne Waller a terminé 2e dauphine à l'élection de Miss Monde 1965 à Londres, au Royaume-Uni. |
| 1966  | Helen McMahon                  | NC     | Comté de Dublin      | |
| 1967  | Gemma McNabb                   | NC     | NC                   | |
| 1968  | June MacMahon (?-2018)         | NC     | Comté de Dublin      | June MacMahon se classe dans le top 15 à l'élection de Miss Monde 1968 à Londres, au Royaume-Uni. |
| 1969  | Charlotte Delamere             | NC     | NC                   | Charlotte Delamere a été élue Miss Springtime 1968. Elle s'est placée dans le top 10 à l’élection de Miss Europe 1969 à Rabat, au Maroc. |
| 1970  | Mary Elizabeth McKinley        | NC     | NC                   | |
| 1971  | June Glover                    | NC     | NC                   | June Glover est originaire d'Irlande du Nord. |
| 1972  | Pauline Theresa Fitzsimons     | NC     | NC                   | |
| 1973  | Yvonne Costelloe               | 17 ans | Comté de Sligo       | Yvonne Costelloe est la seule Miss Irlande à avoir su garder son titre après avoir posé nue auparavant pour le magazine Playboy. Elle était âgée de quinze ans. |
| 1974  | Julie Ann Farnham              | NC     | Comté de Dublin      | Julie Ann Farnham s'est placée dans le top 15 à l'élection de Miss Monde 1974 à Londres, au Royaume-Uni. Elle s'est classée dans le top 12 à l'élection de Miss Univers 1975 au Salvador. |
| 1975  | Elaine Rosemary O’Hara         | NC     | Comté de Westmeath   | |
| 1976  | Jakki Moore                    | 17 ans | Comté de Dublin      | Jakki Moore a été élue Miss Comté de Dublin 1976. |
| 1977  | Lorraine Bernadette Enriquez   | NC     | Comté de Dublin      | Lorraine Bernadette Enriquez s'est classée dans le top 12 à l'élection de Miss Univers 1978 à Acapulco, au Mexique. Elle a terminé 4e dauphine à l'élection de Miss International 1978 à Tokyo, au Japon. |
| 1978  | Lorraine Marion O’Conner       | NC     | NC                   | |
| 1979  | Maura McMenamim                | NC     | Comté de Sligo       | |
| 1980  | Michelle Rocca                 | 20 ans | Comté de Dublin      | Michelle Rocca a été élue 2e dauphine à l'élection de Miss International 1981 à Kobe, au Japon. |
| 1981  | Geraldine Mary McGrory         | 20 ans | Comté de Londonderry | Geraldine Mary McGrory s'est placée dans le top 15 à l'élection de Miss Monde 1981 à Londres, au Royaume-Uni. |
| 1982  | Roberta Brown                  | 19 ans | Comté de Londonderry | Roberta Brown a été élue 6e dauphine à l'élection de Miss Monde 1982 à Londres, au Royaume-Uni. Elle a terminé 2e dauphine à l'élection de Miss Univers 1983 à Saint-Louis, aux États-Unis. |
| 1983  | Patricia Trish Nolan           | 18 ans | Comté de Dublin      | Patricia Trish Nolan s'est placée dans le top 15 à l'élection de Miss Monde 1983 à Londres, au Royaume-Uni. |
| 1984  | Olivia Tracey                  | 24 ans | Comté de Dublin      | Olivia Tracey a terminé 6e dauphine à l'élection de Miss Monde 1984 à Londres, au Royaume-Uni. Elle s'est classée dans le top 10 à l'élection de Miss Univers 1985 à Miami, aux États-Unis. |
| 1985  | Anne Marie Gannon              | 17 ans | Comté de Dublin      | Anne Marie Gannon s'est placée dans le top 15 à l'élection de Miss Univers 1985 à Londres, au Royaume-Uni. |
| 1986  | Rosemary Elizabeth Thompson    | 22 ans | Comté d'Antrim       | Rosemary Thompson s'est placée dans le top 15 à l'élection de Miss Monde 1986 à Londres, au Royaume-Uni. |
| 1987  | Adrienne Rock (1965-2016)      | 21 ans | Comté de Dublin      | |
| 1988  | Collette Jackson               | NC     | Comté d'Offaly       | |
| 1989  | Barbara Ann Curran             | NC     | Comté de Dublin Sud  | Barbara Ann Curran s'est placée dans le top 10 à l'élection de Miss Monde 1989 à Hong Kong. |
| 1990  | Siobhan McClafferty            | 20 ans | Comté de Dublin      | Siobhan McClafferty a terminé 1re dauphine à l'élection de Miss Monde 1990 à Londres, au Royaume-Uni. L'organisation Miss Monde lui attribue le titre de Miss World Europe 1990, la faisant devenir la première irlandaise à remporter ce titre.                                                                                |
| 1991  | Amanda Brunker                 | 17 ans | Comté de Dublin      | |
| 1992  | Sharon Ellis                   | NC     | Comté de Cork        | |
| 1993  | Pamela Flood                   | 21 ans | Comté de Dublin      | Pamela Flood a terminé 1re dauphine à l'élection de Miss Irlande 1992. |
| 1994  | Anna Maria McCarthy            | NC     | Comté de Dublin      | |
| 1995  | Joanne Black                   | 20 ans | Comté de Limerick    | |
| 1996  | Niamh Marie Redmond            | 19 ans | Comté de Dublin      | |
| 1997  | Andrea Roche                   | 21 ans | Comté de Tipperary   | Andrea Roche s'est classée dans le top 10 aux élections de Miss Univers 1998 et Miss Monde 1998. |
| 1998  | Vivienne Doyle                 | 21 ans | Comté de Galway      | |
| 1999  | Emir-Maria Holohan Doyle       | 19 ans | Comté de Roscommon   | |
| 2000  | Yvonne Ellard                  | 21 ans | Comté de Tipperary   | |
| 2001  | Catrina Supple                 | 18 ans | Comté de Cork        | |
| 2002  | Lynda Duffy                    | 22 ans | Comté de Mayo        | |
| 2003  | Rosanna Davison                | 19 ans | Comté de Dublin      | Rosanna Davison est la fille du chanteur-compositeur irlandais Chris de Burgh. Elle a été élue Miss Monde 2003, devenant ainsi la première irlandaise à remporter le titre. Le titre de Miss World Europe 2003 lui est également attribué.                                                                                      |
| 2004  | Natasha Nic Gairbheith         | 23 ans | Comté de Donegal     | Natasha Nic Gairbheith est la première irlandophone à être élue Miss Irlande. |
| 2005  | Aoife Mary Cogan               | 24 ans | Comté de Dublin      | |
| 2006  | Sarah Morrissey                | 21 ans | Comté de Dublin      | |
| 2007  | Bláthnaid McKenna              | 21 ans | Comté de Londonderry | |
| 2008  | Sinéad Noonan                  | 21 ans | Comté de Meath       | |
| 2009  | Laura Patterson                | 19 ans | Comté de Londonderry | |
| 2010  | Emma Waldron                   | 21 ans | Comté de Waterford   | Emma Waldron s'est classée dans le top 5 à l'élection de Miss Monde 2010 à Sanya, en Chine. L'organisation Miss Monde lui accorde également le titre de Miss World Europe 2010. |
| 2011  | Holly Carpenter                | 19 ans | Comté de Dublin      | |
| 2012  | Maire Hughes                   | 25 ans | Comté de Mayo        | Maire Hughes est originaire du Canada. Elle est destituée de son titre de Miss Irlande à la suite de la constatation de l'Organisation Miss Irlande que sa candidature n'était pas éligible au concours Miss Monde, car elle aurait eu 26 ans au moment du concours. Son titre revient à sa première dauphine, Rebecca Maguire. |
| 2012  | Rebecca Maguire                | 20 ans | Comté d'Antrim       | Rebecca Maguire est originaire d'Irlande du Nord. Rebecca Maguire a terminé 1re dauphine à l'élection de Miss Irlande 2011. |
| 2013  | Aoife Walsh                    | 23 ans | Comté de Tipperary   | |
| 2014  | Jessica Hayes                  | 20 ans | Comté de Cork        | |
| 2015  | Sacha Livingstone              | 20 ans | Comté d'Antrim       | |
| 2016  | Niamh Kennedy                  | 20 ans | Comté de Tipperary   | |
| 2017  | Lauren McDonagh                | 18 ans | Comté de Donegal     | |
| 2018  | Aoife O'Sullivan               | 23 ans | Comté de Cork        | Aoife O'Sullivan a été élue Miss Cork Sud 2015. Elle a terminé 2e dauphine à l'élection de Miss Irlande 2015. |
| 2019  | Chelsea Farrell                | 19 ans | Comté de Louth       | |
| 2021  | Pamela Uba                     | 26 ans | Comté de Galway      | Originaire d'Afrique du Sud, elle est la première femme noire à être élue Miss Irlande. |
| 2022  | Ivanna McMahon                 | 27 ans | Comté de Clare       | |
| 2023  | Jasmine Gerhardt               | 25 ans | Comté de Clare       | Elle a terminé 1re dauphine à l'élection de Miss Irlande 2022. |